# Chiềng Khoang
Chiềng Khoang là một xã thuộc huyện Quỳnh Nhai, tỉnh Sơn La, Việt Nam.
Xã Chiềng Khoang có diện tích 38,42 km², dân số năm 1999 là 5397 người, mật độ dân số đạt 140 người/km².